# 非理性主义
非理性主义是19世纪初兴起的一種思潮，非理性主义强调人类生活中的非理性层面。非理性主义者並不強調逻辑，他们认为本能和感觉优于理智，而且某些事物並不能在理性層面解決。卢卡奇·格奥尔格认为，弗里德里希·谢林和索倫·奧貝·克爾凱郭爾是非理性主义興起時的標誌性人物。 